# Reinhold Schöller
Reinhold Schöller (* 27. Februar 1922) ist ein ehemaliger deutscher Fußballspieler.
Der Angreifer wechselte vom SV Tailfingen zum SSV Reutlingen 05. Mit dem SSV trat Reinhold Schöller nach dem Zweiten Weltkrieg zunächst in der Oberliga Südwest an. In der Oberligaspielzeit 1949/50 wurde Schöller mit den Reutlingern Staffelmeister in der Gruppe Süd der Oberliga Südwest und außerdem südwestdeutscher Vizemeister nach einer Endspielniederlage in der anschließenden südwestdeutschen Meisterschaftsendrunde gegen den 1. FC Kaiserslautern. Als Schöller im Achtelfinale der Endrunde um die deutsche Meisterschaft 1950 für den SSV Reutlingen gegen Preußen Dellbrück im Einsatz war, verpasste er mit dem SSV den Einzug in das Viertelfinale durch eine 0:1-Niederlage in der Verlängerung. Wegen eines Verbandswechsels seiner Reutlinger spielte Schöller in der Saison 1950/51 in der vom Regionalverband Süd betriebenen Oberliga. Trotz sieben Saisontoren in 31 Spielen von Reinhold Schöller in der Oberliga Süd in dieser Spielzeit stieg der SSV Reutlingen in die II. Division ab.